# Риайн
Риайн (нем. Riein) — деревня и бывшая коммуна в Швейцарии, в кантоне Граубюнден. Население составляло 67 человек на 2011 год. Официальный код — 3579. 1 января 2014 года вместе с коммунами Иланц, Ладир, Лувен, Питаш, Рушайн, Кастриш, Шнаус, Севгайн, Дувин, Пиньиу, Руэун и Сиат вошла в состав новой коммуны Иланц-Глион.
Входит в состав региона Сурсельва (до 2015 года входила в округ Сурсельва).
Риайн впервые упоминается в 960 году как Raine.
На выборах в 2007 году наибольшее количество голосов получила Швейцарская народная партия (68,9 %), за Христианско-демократическую народную партию Швейцарии проголосовали 4,4 %, за Социал-демократическую партию Швейцарии — 3,7 %, за Свободную демократическую партию — 23,0 %.

## Географическое положение
До слияния площадь Риайна составляла 15,8 км². 21,9 % площади составляли сельскохозяйственные угодья, 37,2 % — леса, 0,9 % территории заселено, а 39,9 % было занято природными объектами (реки, горы).

## Население
На 2011 год население Риайна составляло 67 человек (45,7 % мужчин, 54,3 % женщин). На 2000 год 63,4 % жителей говорило на романшском языке, 35,2 % — на немецком, 1,4 % — на итальянском. 8,5 % населения были в возрасте до 9 лет, 9,9 % — от 10 до 19 лет, 7,0 % — от 20 до 29 лет, 12,7 % — от 30 до 39 лет, 12,7 % — от 40 до 49 лет, 18,3 % — от 50 до 59 лет, старше 60 лет было 29,6 % населения. На 2005 год в Риайне уровень безработицы составлял 0,54 %.
| 1850 | 1930 | 1950 | 1960 | 1970 | 1980 | 1990 | 2000 | 2011 |
| ---- | ---- | ---- | ---- | ---- | ---- | ---- | ---- | ---- |
| 218  | 118  | 126  | 104  | 91   | 92   | 89   | 71   | 67   |